# Philodryas varia
Espèce
Synonymes
- Liophis wagleri var. varia Jan, 1863
- Philodryas borelli Peracca, 1897
- Philodryas patagoniensis haywardi Laurent, 1973
- Philodryas varius (Jan, 1863)

Statut de conservation UICN

 LC  : Préoccupation mineure
Philodryas varia  est une espèce de serpents de la famille des Dipsadidae.

## Répartition
Cette espèce se rencontre :
- en Bolivie dans les départements de Cochabamba, de Tarija et de Santa Cruz ;
- en Argentine dans les provinces de Tucumán, de Catamarca, de Jujuy et de Salta.

## Publication originale
- Jan, 1863 : Enumerazione sistematica degli ofidi appartenenti al gruppo Coronellidae. Archivio per la zoologia, l'anatomia e la fisiologia, vol. 2, no 2, p. 213-330 (texte intégral).